# 白老滑空場
白老滑空場（しらおいかっくうじょう）（日本航空学園白老滑空場）は、北海道白老郡白老町にある場外離着陸場。学校法人日本航空学園が運営管理していたが、千歳移転により白老フライングクラブが運営管理している。一般の軽飛行機、グライダーなどの離着陸もある。

## 施設概要
- 所在地は、同じく白老町にある日本航空学園日本航空専門学校白老キャンパスからは10kmほど離れている。
- 滑走路：800m✕30m（2625 ft✕100 ft）

磁方位：12/30
RWY12末端：42°32’17.6″ N/141°15’01.4″ E
RWY30末端：42°32’07.6″ N/141°15’33.7″ E
飛行場標点：42°32’12.7″ N/141°15’17.5″ E（WGS84実測値）
標高：43ft（13.1m）
路面：Asphalt
偏差：9°W（2010）
- 所在地：北海道白老郡白老町字北吉原516番地
- 管理者：学校法人 日本航空学園
- 運用時間：09:00～17:00
- 通信施設：130.750 MHz（Shiraoi Flight Service）
- エプロン：6バース（一部タイダウンリングあり）